# 김해 화엄사 묘법연화경
김해 화엄사 묘법연화경(金海 華嚴寺 妙法蓮華經)은 대한민국 경상남도 김해시, 화엄사에서 소장하고 있는 묘법연화경이다.
2013년 1월 3일 경상남도의 유형문화재 제528호 김해 무심선원 소장 묘법연화경로 지정되었다가, 2018년 12월 20일 현재의 명칭으로 변경되었다.

## 개요
이 묘법연화경은 계환이 주해한 것을 저본으로 하고 있고 전 7권7책의 완본이다. 1539년(嘉靖18年己亥) 정월 경상남도 안음지(安陰地) 덕유산(德宥山) 영각사(靈覺寺)에서 중각되고 다시 1665년(康熙4年)에 다시 중간한 것이다.
전체 7권의 완본이 상태가 양호하며, 간행연도, 간행처를 분명히 알 수 있어 서지학연구에 좋은 자료이다.

## 같이 보기
- 묘법연화경

## 참고 자료
- 김해 화엄사 묘법연화경 - 국가유산청 국가유산포털